# Aksaağaç, Saimbeyli
Aksaağaç là một xã thuộc huyện Saimbeyli, tỉnh Adana, Thổ Nhĩ Kỳ. Dân số thời điểm năm 2009 là 1.116 người.